# 1146

Bernard van Clairvaux roept op tot een kruistocht

Het jaar 1146 is het 46e jaar in de 12e eeuw volgens de christelijke jaartelling.

## Gebeurtenissen
maart
- 1 - Op de Rijksdag van Spiers bevestigt paus Eugenius III zijn bul Quantum praedecessores, waarin hij oproept tot de Tweede Kruistocht.
- 31 - Op een grote bijeenkomst in Vézelay predikt Bernard van Clairvaux de kruistocht.

juni
- 1 - Alfons I van Portugal trouwt met Mathilde van Savoye.
- juni - Rogier II van Sicilië verovert Tripoli. Begin van het Siciliaanse bezit aan de kust van Noord-Afrika.

oktober
- oktober - Na de dood van Zengi komt de bevolking van Edessa in opstand, en Jocelin II kan als graaf terugkeren

november
- november - Nur ad-Din herovert Edessa. Jocelin wordt opnieuw verjaagd, en de bewoners van de stad worden vermoord of verbannen. Edessa wordt een spookstad.

zonder datum
- Wladislaus II, groothertog van Polen en hertog van Silezië wordt door zijn halfbroers in ballingschap verdreven. Hij vlucht eerst naar Bohemen, dan naar Duitsland. Een poging Wladislaus terug op de troon te zetten, mislukt.
- Abd al-Mu'min ibn Ali, leider van de Almohaden, verovert Fez op de Almoraviden.
- Otto van Freising voltooit Chronica sive Historia de duabus civitatibus.
- Kloosterstichtingen: Hooidonk, Villers.
- Het bisdom Doornik wordt afgescheiden van het bisdom Noyon.
- Géza II van Hongarije trouwt met Euphrosina van Kiev.
- Voor het eerst genoemd: Binkom, Jelets, Meeuwen

## Opvolging
- Aleppo (atabeg) - Zengi opgevolgd door zijn zoon Nur ad-Din
- patriarch van Alexandrië (koptisch) - Michaël V opgevolgd door Johannes V
- patriarch van Constantinopel - Michaël II Kurkuas opgevolgd door Cosmas II Atticus
- Denemarken - Erik III opgevolgd door Sven III (in Seeland) en Knoet V (in Jutland)
- patriarch van Jeruzalem (Latijns) - Fulk van Angoulême in opvolging van Willem van Malines
- Kiev - Vsevolod II opgevolgd door zijn broer Igor II, op zijn beurt opgevolgd door hun neef Izjaslav II
- Polen (groothertog) - Wladislaus de Balling opgevolgd door zijn halfbroer Bolesław van Mazovië

## Afbeeldingen

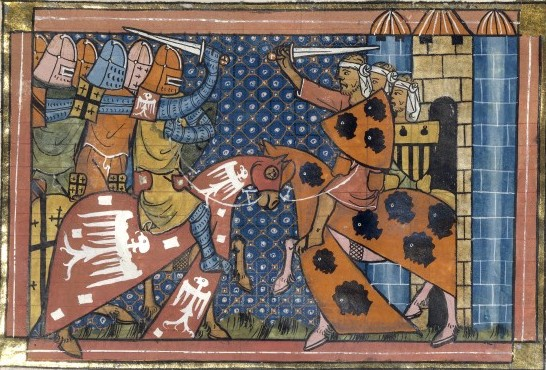
Slag bij Edessa (1146)
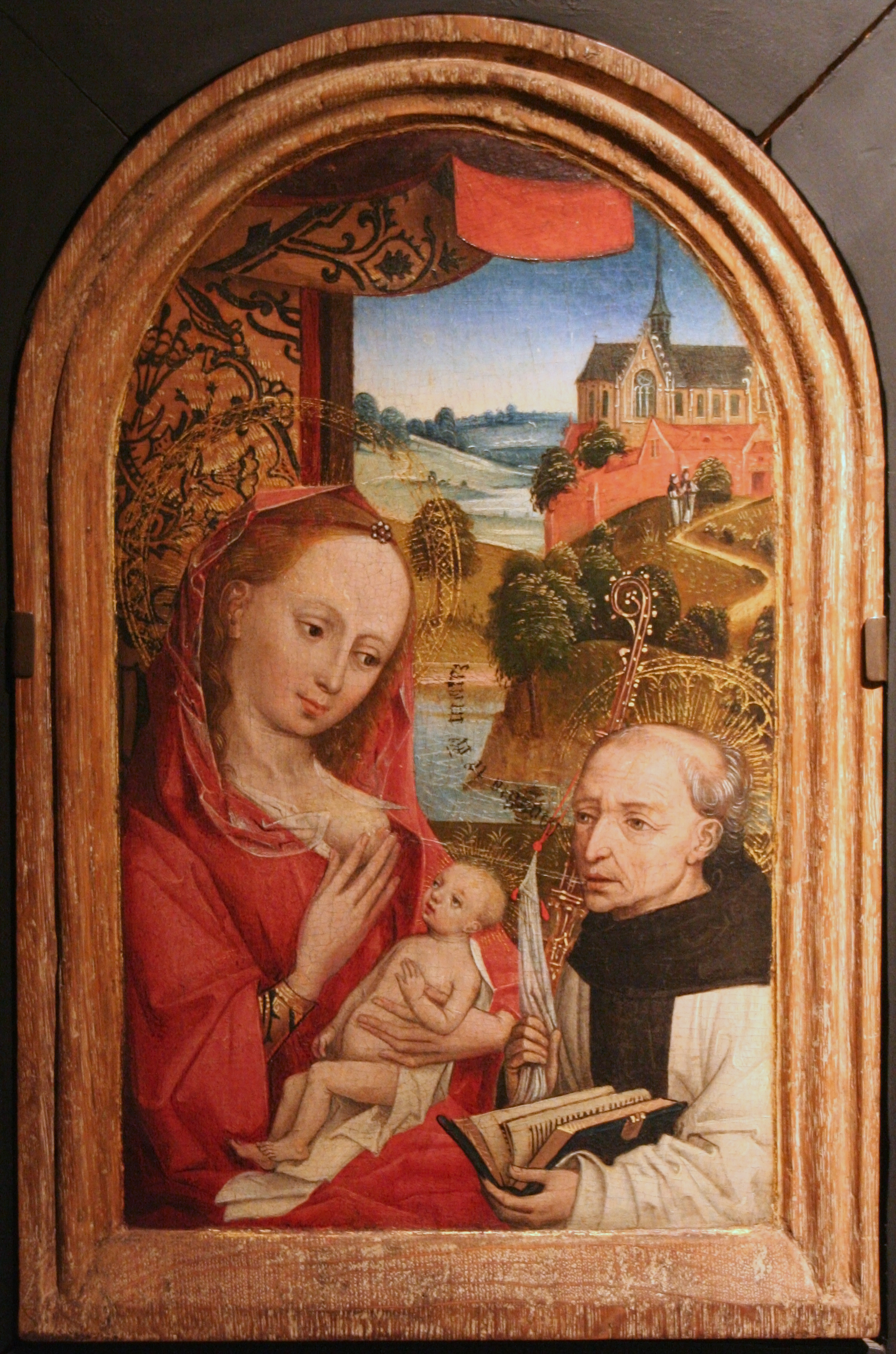
Lactatio Bernardi - Bernard van Clairvaux ontvangt melk van een madonnabeeld. Dit mirakel zou zijn gebeurd in Spiers in 1146
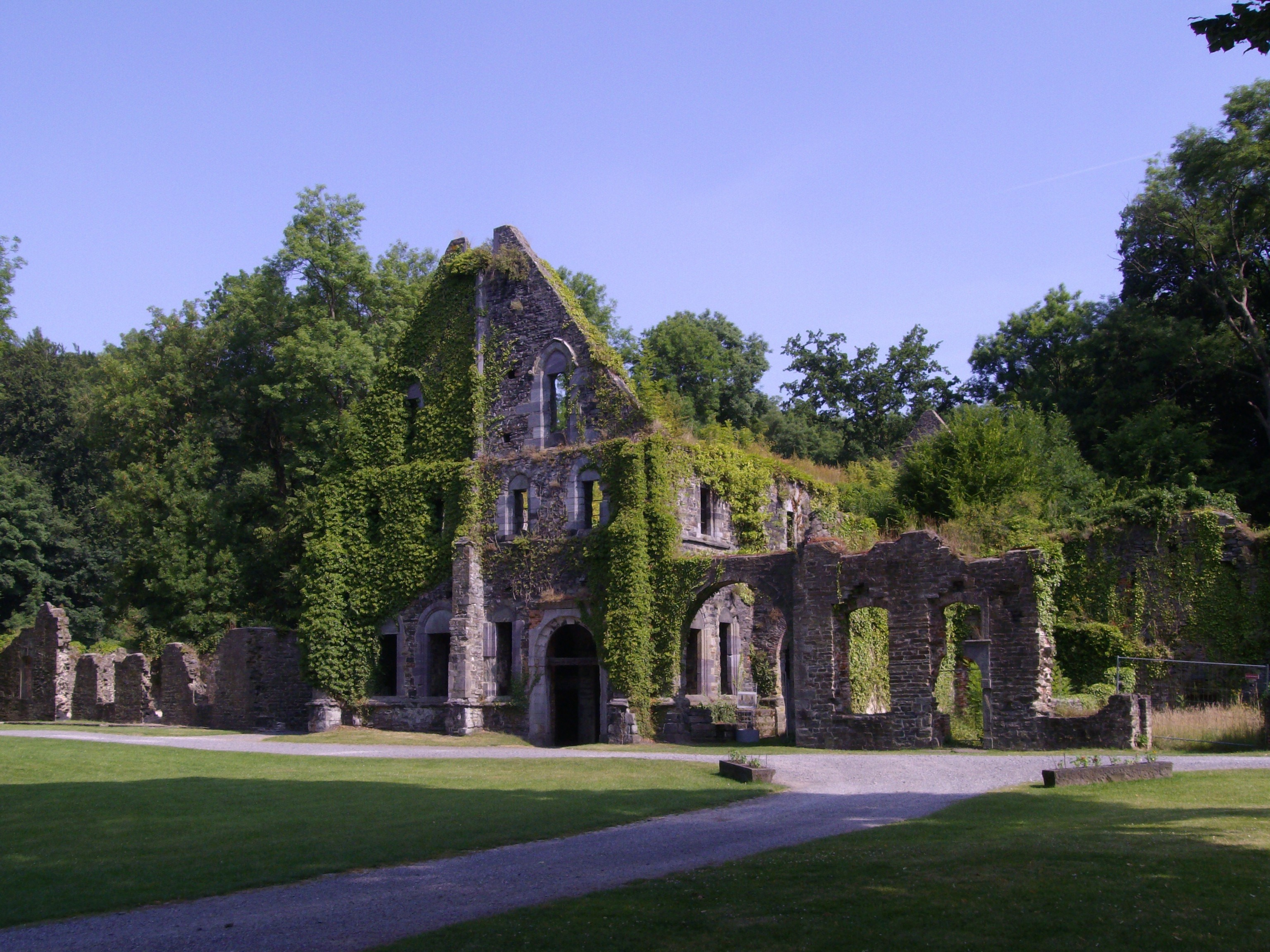
Abdij van Villers

## Geboren
- Gerald van Wales, Welsh kroniekschrijver (jaartal bij benadering)
- Walram I van Nassau, graaf van Nassau (jaartal bij benadering)
- Willem de Maarschalk, Engels ridder en staatsman (jaartal bij benadering)

## Overleden
- 14 april - Gertrude van Sulzbach, echtgenote van Koenraad III
- 1 augustus - Vsevolod II, grootvorst van Kiev (1139-1146)
- 27 augustus - Erik III, koning van Denemarken (1137-1146)
- 14 september - Zengi, atabeg van Syrië